# فرايدي (رواية)
فرايدي هي رواية خيال علمي للكاتب الأمريكي روبرت أنسون هاينلاين، صدرت عام 1982. تدور أحداثها حول امرأة "اصطناعية"، تحمل اسم الرواية، مُعدّلة وراثيًا لتكون أقوى وأسرع وأذكى وأفضل من البشر العاديين. يُثير البشر الاصطناعيون استياءً واسعًا، ويتناول جزء كبير من القصة كفاح فرايدي ضد التحيز وإخفاء سماتها المُحسّنة عن البشر الآخرين. تدور أحداث القصة في القرن الحادي والعشرين المُقسّم، حيث انقسمت دول قارة أمريكا الشمالية إلى عدد من الدول الأصغر.
رُشّحت رواية "فرايدي" لجائزة نيبولا لأفضل رواية وجائزة هوغو لأفضل رواية عام 1983.

## ملخص الرواية
تروي الرواية بطلتُها فرايدي جونز (التي تستخدم غالبًا اسمًا مستعارًا هو مارجوري بالدوين، وتستخدم اللقبين بالتبادل إلى حد ما). فرايدي إنسانة مُعدّلة وراثيًا (تُعرف باسم الشخص الاصطناعي أو AP) متفوقة عقليًا وجسديًا على البشر العاديين في نواحٍ عديدة. تُخفي فرايدي طبيعتها لوجود تحيز كبير ضد الأشخاص الاصطناعيين.
تعمل فرايدي "ساعية حربية" مكتفية اكتفاءً ذاتيًا كبيرًا في منظمة شبه عسكرية، تسافر حول العالم وإلى بعض مستعمرات الفضاء القريبة من الأرض. كانت عائدة من مهمتها الأخيرة عندما أُسرت وعُذبت واغتصبت واستُجوبت من جماعة معادية. أنقذها أهلها، وأخبروها أن مهمتها الحرجة قد نجحت، حيث فشل آسروها في العثور على البيانات التي كانت تحملها في جسدها.
بعد تعافيها من المحنة، قضت فرايدي عطلة في نيوزيلندا لزيارة عائلتها في مجموعتها المكونة من عدة أزواج وزوجات والعديد من الأطفال. تكشف فرايدي في جدال حول العنصرية مع عائلتها أنها عميلة، فيطلقونها على الفور.
في طريق عودتها إلى مقر شركتها، تلتقي بزوجين، آل تورمي، وزوجهما جورج، الذي لا يملك أوراقًا قانونية. تنزل فرايدي ضيفة منزلهم في كندا البريطانية (دولة تقع في أمريكا الشمالية المقسمة إلى بلقان) عندما تقع حالة طوارئ عالمية تُعرف باسم "الخميس الأحمر". تدّعي جماعات مختلفة مسؤوليتها عن الاغتيالات والتخريب، لكن فرايدي تكتشف لاحقًا أنها نتيجة صراع بين فصائل متنافسة داخل شركة شيبستون فائقة النفوذ.
مع خضوع كندا البريطانية للأحكام العرفية، تقتل فرايدي شرطيًا يحاول اعتقالها هي وجورج باعتبارهما غير مواطنين ليتم احتجازهما. يصبح الاثنان هاربين، وتسافر فرايدي عبر كونفدرالية كاليفورنيا، وجمهورية النجمة الوحيدة (حيث تنفصل عن جورج)، وإمبراطورية شيكاغو في محاولتها الوصول إلى مقرها. بعد عدة مغامرات، تتخلى عن محاولة التواصل مع صاحب عملها، ثم تكتشف أن عائلة تورمي غائبة عن منزلهم. يتعقبها عميل تابع لصاحب عملها ويأخذها إلى ملاذه الآمن. لكن سرعان ما يموت رئيسها، وتنحل المنظمة، مما يجعلها بلا مأوى وعاطلة عن العمل مؤقتًا. ترك لها رئيسها أموالًا في عهدة لاستخدامها فقط لغرض الانتقال إلى مستعمرة خارج الأرض من اختيارها.
تعيش فرايدي في ولاية لاس فيغاس الحرة، وفي النهاية يتم توظيفها لوظيفة ساعي بريد، مما سيسمح لها، بالمناسبة، بزيارة وتقييم العديد من المستعمرات التي تفكر في أن تكون موطنًا لها في المستقبل. لكن، على متن سفينة سياحية بين الكواكب في مهمتها، تكتشف أن عملاء أصحاب عملها الجدد يراقبونها، وأنها سجينة افتراضية على متن السفينة. تدرك أن مهمتها سرية للغاية وأن أصحاب عملها ضللوها بشأنها، فتخشى أن يقتلوها عند انتهائها. بينما تدور السفينة في عالم مستعمرة ريفي، تهرب فرايدي مع عائلة تورمي، الهاربين منذ وفاة الشرطي، والذين صادف أنهم كانوا يهربون من الأرض على متن السفينة نفسها. يساعدها وينضم إليها في هروبها اثنان من العملاء الذين يراقبونها، أحدهما كان من المجموعة التي اغتصبتها في بداية القصة، ولكنه الآن نادم. بعد هروبها من طاقم السفينة والعملاء المتبقين، تستقر فرايدي وأصدقاؤها في المستعمرة ليعيشوا حياة هادئة كعائلة واحدة.